# Apologia Pro Vita Sua
Apologia Pro Vita Sua (titre latin signifiant Apologie de sa propre vie) est une autobiographie spirituelle écrite par John Henry Newman et publiée en 1864, considérée comme l'une de ses principales œuvres littéraires. Comme l'indique le sous-titre: a reply to a pamphlet (réponse à un pamphlet) Newman s'explique sur le long et difficile discernement qui le conduisit à reconnaitre l'authenticité du catholicisme et demander son admission dans l'Église catholique.  L'œuvre eut un grand retentissement et plusieurs de ses amis anglicans se reconcilièrent avec lui.

## Histoire de l'ouvrage
Après la conversion de John Henry Newman au catholicisme, certains anglicans, dont Charles Kingsley, l'accusent de malhonnêteté sur sa démarche et sa conversion au catholicisme, ainsi que sa loyauté. L'article virulent de Kingsley, venant s'ajouter aux soupçons romains qui suivent ses deux essais théologique sur le 'développement du dogme' ((1845) et la 'consultation des fidèles en matière de doctrine' (1859), sans parler de sa perte de crédit auprès des évêques catholiques anglais et irlandais, provoquent Newman à expliquer les raisons de sa conversion de l'anglicanisme au catholicisme, tant au niveau existentiel que théologique. Il donne comme sous titre à son ouvrage « Histoire de mes opinions religieuses ». Il s'agissait surtout de montrer que ce qui l'a conduit est uniquement la recherche de Dieu et sa vérité: sa démarche est parfaitement honnête.
Le livre (près de 500 pages) fut rédigé en l'espace de deux mois, Newman passant quotidiennement jusqu'à seize heures à son écritoire. Les sept parties furent publiées d'abord séparément, comme c'était souvent l'usage à l'époque. La tension vécue fut extrême. A la fin - à ses propres dires - il fut épuisé. 

## Contenu du livre
Dans cet ouvrage, Newman explique sa conversion en faisant valoir que la doctrine du concile de Chalcédoine est la même que celle du concile de Trente.
Le récit montre comment il fut amené à être reçu dans l'Église par Dominique Barberi, John Dobree Dalgairns et Frederick William Faber. Ce livre d'apologétique a eu beaucoup d'influence sur le mouvement d'Oxford, dont plusieurs membres ont alors suivi le même chemin de retour au catholicisme. Parmi eux l'éminent poète et pasteur-théologien anglican, Gerard Manley Hopkins (qui deviendra plus tard jésuite) qui fut reçu par Newman lui-même dans l'Église catholique (21 octobre 1866).
La première édition du livre sortit de presse en 1864. Elle eut un succès considérable, nécessitant immédiatement une deuxième édition (1865) dans laquelle l'auteur supprima toutes les allusions à son détracteur Kingsley. Les deux premiers chapitres furent supprimés enlevant de l'œuvre son caractère polémique. C'est l'édition connue aujourd'hui.

## Influence et postérité du livre
L'ouvrage de John Henry Newman est vite considéré comme un ouvrage de référence, bon nombre d'anglicans méfiants et qui n'avaient pas compris la conversion de John Henry Newman retrouveront l'estime envers lui à la suite de cet ouvrage. 
Ce livre fut un grand succès de librairie et conduisit à un changement important de la situation de John Henry Newman : il reçut le soutien et les félicitations de nombreux catholiques dont les doutes furent levés, notamment auprès des catholiques qui ne comprenaient pas la relative neutralité de John Henry Newman envers les anglicans. Cela permit aussi de renouveler le dialogue avec les anglicans du mouvement d'Oxford, dont John Keble et Edward Bouverie Pusey, avec qui il ne parlait plus depuis près de vingt ans.

## Analyse de l'ouvrage
Dans l'ouvrage La Littérature autobiographique en Grande-Bretagne et en Irlande, Robert Ferrieux consacre un sous-chapitre à l'apologie qu'il range avec les Confessions dans la catégorie de « l'autobiographie de circonstance », et il analyse ce genre en s'appuyant essentiellement sur l'exemple de John Henry Newman. C'est à cette analyse qu'est en grande partie emprunté le propos faisant l'objet de cette section.

### Le plaidoyerpro domo
Avec son Apologia Pro Vita Sua, parue en 1867, Newman se distingue comme l'un des grands écrivains autobiographiques du XIXe siècle. Peut-être a-t-il, dans le choix d'un titre latin, été inspiré par un illustre prédécesseur, le poète romantique Samuel Taylor Coleridge qui avait publié en 1817 sa Biographia Literaria, livre se présentant déjà comme une sorte d'apologie, puisqu'il se situe surtout par rapport à la préface composée par William Wordsworth lors de la deuxième édition en 1800 des Lyrical Ballads. Dès la première page, en effet, Coleridge insiste sur ce qu'il appelle une « exculpation » (disculpation), répondant à une « charge » (accusation), signifiant par là son désir apologétique, prélude nécessaire à l'exposition de ses idées,.
L'essence de l'apologie de soi, en effet, est un plaidoyer pro domo rendu nécessaire par une accusation. Socrate, est-il dit, a corrompu les jeunes de la cité, et John Henry Newman, selon Charles Kingsley, ne considère pas que l'amour de la vérité « soit une vertu nécessaire » (« be a necessary virtue »). Charles Kingsley, en effet, dans un compte-rendu de l'Histoire de l'Angleterre de J. A. Froude pour le Macmillan's Magazine, a inséré une phrase vengeresse à l'égard de Newman : « La vérité en soi n'a jamais été une vertu aux yeux du clergé de l'Église romaine. Le père Newman nous informe qu'elle n'a point besoin ni, tout compte fait, l'obligation d'en être une, et que la ruse est l'arme qui a été donnée aux Saints pour repousser les forces viriles et brutales du monde des méchants » (« Truth, for its own sake, had never been a virtue with the Roman clergy. Father Newman informs us that it need not, and on the whole ought not to be; that cunning is the weapon which heaven has given to the Saints wherewith to withstand the brute male force of the wicked world […] »). Après une correspondance polémique – les deux hommes ne se sont pas rencontrés – la réponse de Newman a été son Apologia Pro Vita Sua, réponse non pas à une sollicitation intime, mais à la blessure d'une injustice venue de l'extérieur. 
Le besoin autobiographique n'est donc pas premier : c'est parce que Newman se sait sous le coup d'une calomnie intellectuelle et morale qu'il entreprend de rendre compte de lui-même. S'il n'avait à répondre de ses actes, au sens quasi pénal du terme, devant le tribunal des hommes, et non plus de sa seule conscience (le mot « charge » [accusation] revient sans cesse sous sa plume), il n'aurait sans doute pas pris la peine de ce rappel systématique de sa vie spirituelle. Qui plus est, il ressent la nécessité de se justifier au nom de l'Église tout entière, visée à travers sa personne par ses détracteurs. Son apologie, ambitieusement appelée Pro Vita Sua (« Pour sa vie »), ce qui témoigne de l'importance « vitale » de l'engagement, devient alors une nécessité, un devoir (duty), comme il l'écrit, envers lui-même, la cause catholique et le clergé.

### L'épreuve obligée
À ce compte, l'apologie ne peut se développer dans les conditions de sérénité qui caractérisent nombre d'entreprises autobiographiques. Au contraire, c'est la passion qui la gouverne et, de fait, Newman blêmit sous l'insulte et entend bien ne pas se laisser traiter de fripon ou de sot sans relever le gant. De plus, se savoir ainsi placé en position d'infériorité le rend malgré lui agressif et le détachement qu'il affiche lorsqu'il prétend se trouver désormais « dans un flux de pensées d'une élévation et d'une sérénité telles qu'aucune calomnie ne saurait le perturber » (« in a train of thought higher and more serene than any which slander can disturb »), ne peut longtemps faire illusion, puisqu'aussitôt il envoie « voler » Mr Kingsley dans les espaces infinis avec une vigueur peu commune (« away with you, Mr Kingsley and fly into space »),.
Dans de telles conditions, la démarche autobiographique cesse d'être un plaisir : « on conçoit aisément l'épreuve que représente pour moi d'écrire ainsi l'histoire de ma personne ; mais je ne saurais reculer devant la tâche » (« It may be easily conceived how great a trial it is to me to write the following history of myself; but I must not shrink from the task »). Exposer les motifs profonds de sa conduite à des adversaires pour lesquels il ne ressent que mépris ou haine est une véritable souffrance : Newman a honte de se livrer ainsi au regard de ses détracteurs. Les mots « obligation », « trial » (épreuve), « reluctance » (répugnance) reviennent sans cesse dans son récit et chaque fois qu'il doit révéler un détail personnel, c'est une très grande violence qu'il se fait, éprouvant le sentiment d'un intrusion sacrilège dans le plus secret des débats, celui que conduit son âme avec Dieu : « Il n'est pas agréable de donner à chaque contradicteur superficiel ou désinvolte l'avantage de connaître mes pensées les plus intimes » (« Its is not pleasant to be giving to every shallow or flippant disputant that advantage over me of knowing my most private thoughts »),.

### L'apriori des données
Un tel fonds de passion et une réticence aussi prononcée ne sauraient a priori constituer les meilleures garanties d'objectivité. À trop vouloir se justifier, l'apologiste risque, même à son insu, de se trahir : organiser le récit de sa vie spirituelle et intérieure pour prouver au monde le bien-fondé d'une attitude est tentant et, en ce genre d'entreprise, la fin appelle les moyens. Là se situe ce que Georges Gusdorf a appelé la « reconstruction a posteriori ». Newman, bien conscient de ce péril, souligne au début de son ouvrage les nombreuses difficultés qu'il va rencontrer. Réussira-t-il à empêcher que sa conversion au catholicisme romain, événement majeur de sa vie et dernier épisode de son récit, influence et colore son propos ? Il se porte aussitôt au devant de l'objection : « De plus, mon intention est de rester, tout simplement personnel et historique. Je n'expose pas la doctrine catholique, je ne fais rien de plus qu'expliquer ma personne, mes opinions et mes actes […] Tout ce que je désire, dans la mesure de possible, c'est de rendre compte de faits » (« Moreover, I mean to be simply personal and historical, I am not expounding the Catholic doctrine, I am doing no more than explaining myself, and my opinions and actions […] I wish, as far as I am able, to state facts »),.
Il y a là, comme chez tous les apologistes, un apriori des données qui ne correspond pas exactement aux buts de l'autobiographie. Newman n'a pas besoin de passer toute son existence en revue, puisque sa démarche se limite à une section bien définie de son activité. Il lui faut réunir un faisceau de preuves d'autant convaincantes qu'elles se rapprochent de la période où il a été mis en cause. Ainsi, il ne s'intéresse aux divers aspects de sa vie que dans la mesure où ils peuvent contribuer à échafauder son système de défense et de persuasion : « Je me préoccupe de bout en bout, écrit-il, de questions relatives à la croyance et à l'opinion, et si j'introduis d'autres gens dans mon récit, ce n'est ni pour eux-mêmes ni parce que j'ai ou ai eu de l'affection pour eux, mais parce que et dans la seule mesure où ils ont influencé mes vues théologiques » (« I am all along engaged upon matters of belief and opinion, and am introducing others into my narative, not for their own sake, or because I loved or have loved them, so much as because, and in so far as, they have influenced my theological views »). Rien d'étonnant, du coup, que son apologie consacre trente et une pages à trente-deux années de son existence, alors que presque le double est réservé aux deux seules, cruciales pour lui et ses adversaires, qui ont définitivement changé le turbulent agitateur anglican en un catholique convaincu.

### Le genre du présent
Genre du présent, donc, que cette apologie qui, par nature, tend à se développer en surface mais, invitant à livrer le meilleur de soi, n'en constitue pas moins un document autobiographique de valeur. Rétablir une situation jugée compromise exige d'abord un système de défense exempt de malhonnêteté intellectuelle : Newman le sait qui accumule les vertus dont il entend faire la preuve : il « méprise et déteste, assure-t-il, le mensonge, et le chipotage, et le parler hypocrite, et la rouerie, et la ruse, et la fausse suavité, et le discours creux, et le faire-semblant […] et [il] prie que leur piège lui soit épargné » (« scorn and detest lying, and quibbling, and double-tongued practice, and slyness, and cunning, and smoothness, and cant, and pretence […], and I pray to be kept from the snare of them »). Historien de son esprit, comme il se définit lui-même, il précise au fil des pages son programme et sa méthode : pas d'anecdote ou de romantisme ; malgré le manque de documents « autobiographiques » qu'il déplore, il a trouvé quelques notes de mars 1839 qui illustrent son propos ; il se défie de sa mémoire et, le cas échéant, préfère écarter un argument possible à courir le risque de déformer la réalité ; il s'efforce enfin de s'exprimer avec toute la clarté nécessaire et ne néglige pas, à l'occasion, de structurer son ouvrage « avec une rigueur et peut-être aussi, ajoute Robert Ferrieux, une gaucherie tout universitaires » : « Ainsi ai-je rassemblé de mon mieux ce qu'il y avait à dire sur l'état général de mon esprit de l'automne 1839 à l'été 1841 ; et cela fait, j'entreprends de raconter comment mes appréhensions ont affecté ma conduite et mes relations envers l'église d'Angleterre » (« I have thus put together, as well as I could, what had to be said about my general state of mind from the autumn of 1839 to the summer of 1841; and having done so, I go on to narrate how my misgivings affected my conduct and my relations towards the Anglican church »).

### Le rendez-vous avec soi
En général, l'apologiste, à force de se justifier, apprend peu à peu et comme malgré lui à se connaître ; parti du principe de sa compétence absolue, il s'aperçoit, arrivé au terme de sa quête, qu'il n'est plus tout à fait le même homme qu'au début. Newman ne fait pas exception : son ton se fait peu à peu moins péremptoire, l'argumentation moins dogmatique, l'expression moins polémique. Il s'intéresse maintenant à ses hésitations et à ses angoisses, il s'interroge : « […] J'ai cru que j'avais raison ; comment savoir avec certitude que je l'avais toujours, combien d'années avais-je été convaincu de ce que je rejetais aujourd'hui ?  Comment reprendre jamais confiance en moi ? » (« […] I then  thought I was right; how was I certain that I was right now, how many years had I thought myself sure of what i now rejected? How could I ever again have confidence in myself? ». Est-il certain de quelque chose, de lui-même ? « Avoir la certitude, c'est savoir qu'on sait ; comment s'assurer que je ne changerai pas à nouveau après être devenu catholique ? » « To be certain is to know that one knows; what test had I, that I should not change again, after that I had become a Catholic? »),. 
Ainsi, le récit l'a aidé à surmonter, une fois encore, les sollicitations de sa conscience et lui a apporté une confirmation dont il avait secrètement besoin : « Insensiblement, écrit Robert Ferrieux, l'apologie s'est rapprochée de l'autobiographie et la justification muée en découverte ». Vers la fin de son livre, Newman peut écrire en toute sérénité : « […] je n'ai plus rien à raconter sur l'histoire de mes opinions religieuses […] Je n'ai eu à signaler aucun changement ni aucun affre d'angoisse. J'ai été dans un parfait état de paix et de satisfaction […] Ce fut comme de rentrer au port après la tempête, et j'en ressens un bonheur qui, à ce jour, ne s'est jamais démenti » (« […] I have no further history of my religious opinions to narrate […] I have had no changes to record, and have had no anxiety of heart whatever. I have been in perfect peace and contentment […] It was like coming into port after a rough sea; and my happiness on that score remains to this day without interruption »). Suprême gratification, il remercie Mr Kingsley des tracas qu'il lui a causés ; en définitive, commente Robert Ferrieux, « il n'a rien à regretter : la traversée en valait la peine ».